# Preloreto
Preloreto o Cascina Preloreto (AFI: /preloˈreto/; Priloree in dialetto milanese, AFI: [priluˈréː]; Pirulé nella parlata locale , AFI: [pirulˈéː]) è un quartiere di 76 abitanti (2021) appartenente per la maggior parte al comune di Corbetta in provincia di Milano, distante 2,10 km dal centro storico del comune di appartenenza. Una piccola parte del borgo è affidata all'amministrazione del comune di Magenta.

## Geografia fisica

### Territorio
Il territorio di Preloreto è caratterizzato da un ambiente prevalentemente pianeggiante, tipico della pianura padana, con avvallamenti solo nei pressi di fontanili, prevalentemente adatto a boschi o coltivazioni, che occupano la maggior parte del territorio della località. L'altezza media del terreno è pari a 134 metri sul livello del mare.
L'abitato di Preloreto confina a nord e a est col comune di Corbetta (rispettivamente coi quartieri Repubblica, San Sebastiano e la frazione di Cerello), a ovest col comune di Magenta ed a sud con il territorio di Castellazzo de' Barzi, frazione di Robecco sul Naviglio.
Politicamente, il territorio è suddiviso in due pertinenze principali costituite dall'area facente capo storicamente alla cascina Preloreto, dipendente dal comune di Corbetta, e quella della cascina Conta, dipendente dal comune di Magenta.

### Geologia ed idrografia

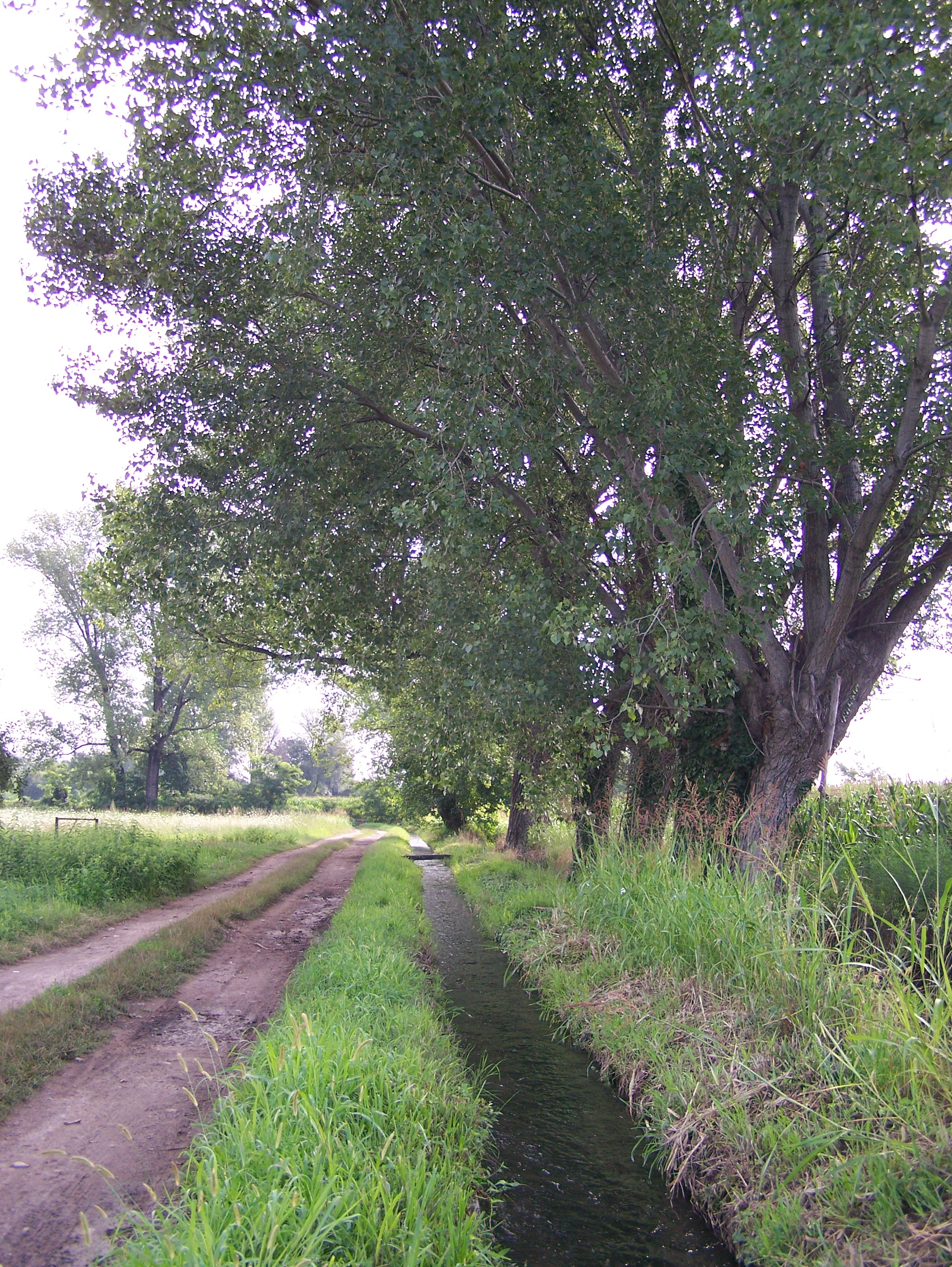
Campagna irrigata a Preloreto

Il terreno è geologicamente composto da terreni alluvionati terrazzati e da depositi eolici oltre che da travertini, la cui formazione è da ricondurre al Pleistocene (2,58 milioni - 11.700 anni fa).
Idrograficamente è notevole la presenza in gran quantità di risorgive naturali costituenti uno degli aspetti principali del borgo e dalla presenza del fontanile Fagiolo che segna il confine con l'abitato sottoposto alla giurisdizione del comune di Magenta. Si origina nel territorio corbettese di Preloreto anche il fontanile Marcione che prosegue la sua estensione verso Cerello e verso il confine con Cassinetta di Lugagnano, il Rosta, a sud della località, in direzione dell'abitato corbettese, ed il Costino in direzione di Castellazzo de' Barzi. Ancora oggi il territorio preloretese è solcato da moltissimi canali per l'irrigazione che costituiscono un importante punto di appoggio per l'economia agricola locale assieme alla realtà del Parco Agricolo Sud Milano.

### Sismologia
Dal punto di vista sismico Preloreto presenta un rischio molto basso ed è stata classificata come il comune zona 4 (bassa sismicità) dalla protezione civile nazionale. Nella sua storia l'abitato ha risentito di cinque terremoti: quello del 1397 (5,37 ML), quello del 1895 (4,63 ML), quello del 2009 (2,3 ML), quello del 2011 (2,1 ML) e quello del 2013 (2,4 ML).

#### Clima
Il clima di Preloreto è quello continentale, tipico delle pianure settentrionali italiane con inverni freddi e abbastanza rigidi con diverse giornate di gelo, col fenomeno della nebbia; le estati, che risentono di elevate temperature che possono superare i 30 °C, presentano una umidità che può raggiungere l'80% causando quel fenomeno di caldo umido comunemente chiamato "afa". L'umidità non è comunque presente solo d'estate, ma è molto elevata tutto l'anno. I dati provenienti dalla vicina stazione meteorologica di Milano Malpensa, ad ogni modo, indicano, in base alla media trentennale di riferimento (1961-1990) per l'Organizzazione Mondiale della Meteorologia, che la temperatura media del mese più freddo, gennaio, si attesta attorno a -4 °C; quella del mese più caldo, luglio, è appena sopra i +28 °C.
Il comune appartiene alla zona climatica E, 2532 GR/G (rif. comune di Magenta). preloreto, come del resto l'abitato di Magenta e gran parte dei comuni della Pianura Padana, soffre di scarsa ventilazione.
La piovosità si concentra principalmente in autunno e in primavera con un minimo relativo invernale e con una media annua superiore ai 1000 mm, con un minimo relativo invernale.
| Mese                        | Gen    | Feb    | Mar    | Apr    | Mag    | Giu    | Lug    | Ago    | Set   | Ott   | Nov    | Dic    | Anno |
| --------------------------- | ------ | ------ | ------ | ------ | ------ | ------ | ------ | ------ | ----- | ----- | ------ | ------ | ---- |
| Temperatura max. media (°C) | 5.4    | 8.1    | 13.0   | 17.6   | 21.8   | 26.3   | 29.2   | 27.6   | 23.9  | 17.4  | 10.6   | 6.4    | 17.3 |
| Temperatura min. media (°C) | 0.8    | 2.7    | 6.1    | 9.6    | 13.3   | 17.1   | 19.9   | 19.0   | 16.2  | 11.2  | 6.0    | 1.6    | 10.3 |
| Piogge (mm)                 | 79     | 73     | 77     | 47     | 34     | 20     | 7      | 35     | 76    | 83    | 127    | 109    | 64   |
| Umidità relativa (%)        | 86     | 78     | 71     | 75     | 72     | 71     | 71     | 72     | 74    | 81    | 85     | 86     | 66,5 |
| Eliofania assoluta (ore)    | 2.9    | 3.7    | 4.6    | 5.6    | 6.9    | 7.1    | 8.1    | 7.3    | 5.2   | 4.1   | 2.4    | 2.3    | 5    |
| Venti (dir.-nodi)           | NW 2.3 | SE 2.4 | SE 2.6 | SE 2.8 | SW 2.7 | SW 2.6 | SW 2.5 | SE 2.4 | E 2.3 | E 2.3 | SE 2.3 | NW 2.2 | 2.4  |

## Storia

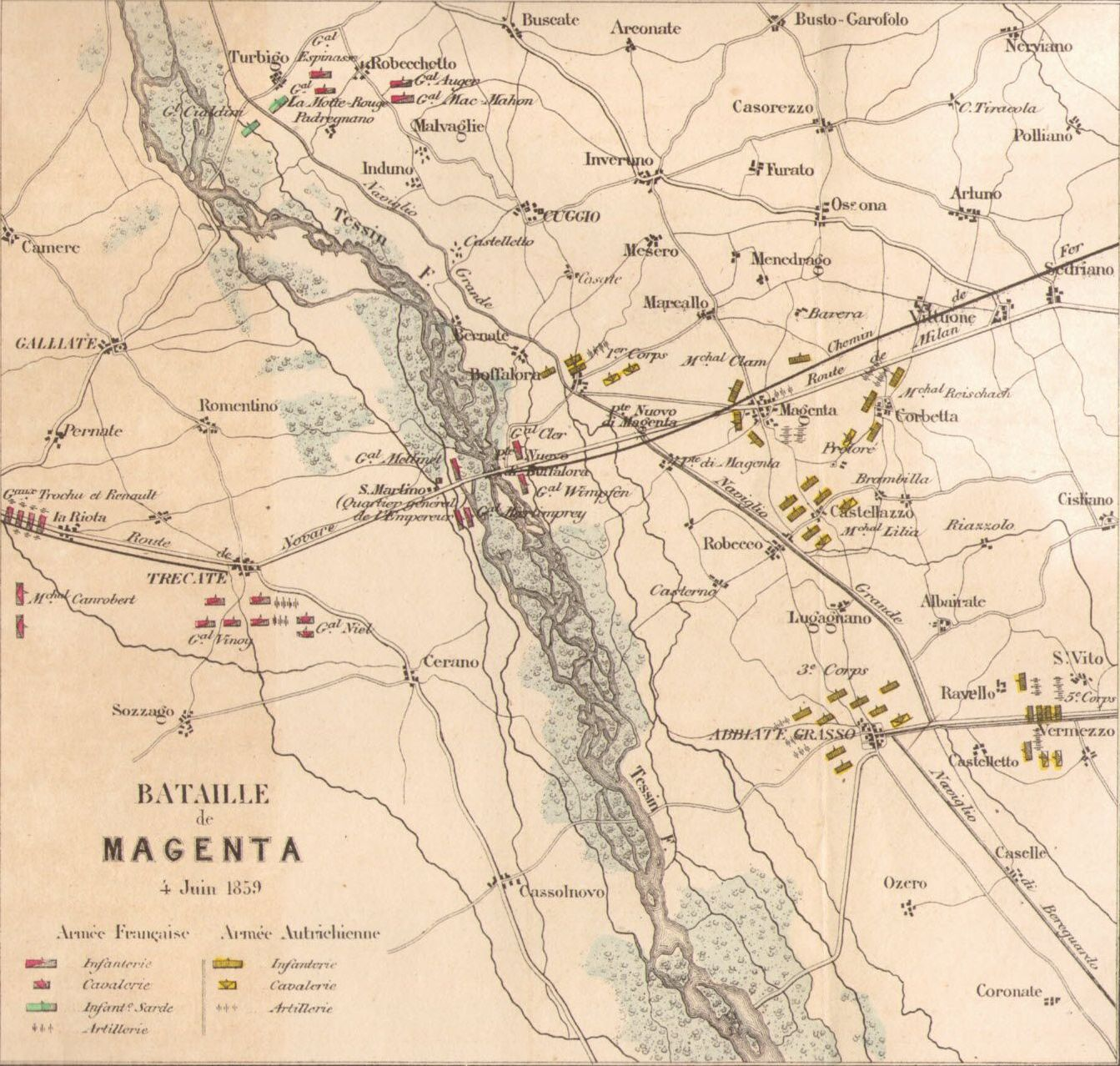
Mappa militare della battaglia di Magenta: sotto il nome di Corbetta si nota quello di Praloré

Preloreto è forse uno degli insediamenti rurali più antichi del comune di Corbetta.
Sorto probabilmente sulla base di prime strutture romane, il borgo si sviluppò in età medioevale, radicandosi sul territorio in maniera stabile a partire dal Cinquecento, anche se le cascine come le vediamo oggi sono tutte frutto di restauri e rifacimenti attuati nel Settecento. L'assetto del borgo, infatti, è ancora integralmente settecentesco e costituisce un paesaggio unico nel suo genere, di natura essenzialmente agricola.
La località di Preloré (come veniva chiamata Preloreto) viene citata anche in una grida risalente al 2 giugno 1859, fatta emanare dal feldmaresciallo austriaco Ferencz Gyulai, comandante delle forze austriache alla battaglia di Magenta, mentre proprio in quei giorni di battaglia si asserragliava presso la locale cascina un distaccamento della divisione di cavalleria del colonnello Alessandro di Mensdorff proveniente dalla vicina Cerello.
Negli anni della seconda guerra mondiale, il territorio di Preloreto fu testimone silenzioso dei tragici eventi della Resistenza e delle rappresaglie nei vicini boschi. Dal novembre del 1943 al 13 gennaio 1944, la cascina Preloreto di Magenta ospitò la famiglia Molho, imprenditori ebrei rifugiati da Milano che la lasciarono solo quando il luogo divenne poco sicuro e furono costretti a ripiegare nella "casa segreta" ricavata presso il loro stabilimento della vicina Magenta, stratagemma col quale riuscirono ad evitare la deportazione.
Negli ultimi anni, col crescere dello sviluppo edilizio, anche Preloreto ha ceduto all'urbanizzazione di alcune aree agricole periferiche al centro abitato, che però si sono mantenute in ridotte dimensioni, conservando il pregevole assetto artistico e naturalistico del borgo.

## Edifici Notevoli

### Architetture civili

#### Cascina Preloreto
Il fulcro della frazione è costituito dalla cascina Preloreto che dà il nome a tutto l'abitato. La struttura, eretta nelle forme attuali a partire dal XVIII secolo ma che presenta tratti cinquecenteschi, si presenta come una grande corte chiusa che si estende sull'unica via principale che attraversa la località.
Al suo interno si riscontrano i caratteri tipici dell'architettura colonica settecentesca, ed in essa si trova inoltre una popolare immagine votiva raffigurante la Madonna miracolosa del Santuario di Corbetta, dipinto che è sempre stato oggetto di profonda venerazione e davanti al quale annualmente veniva celebrata la messa dal prevosto della pieve in occasione del mese mariano, di cui Preloreto era una delle tappe principali del suolo corbettese.

#### Cascina Conta
Situata nel territorio magentino della frazione, la cascina Conta risale al Seicento ed è stata ampiamente rimaneggiata nel secolo successivo. Attenti restauri negli anni hanno consentito di rimettere in luce soffitti cassettonati originali, comignoli e pavimentazioni d'epoca.

### Architetture religiose

#### La cappella del lazzaretto
Edificata a metà strada tra i territori di Corbetta e Magenta, la cappella del lazzaretto di Preloreto serviva in realtà da ricovero degli ammalati della comunità di Magenta. Dalle notizie storiche note, essa era già presente in loco probabilmente nel 1576 e probabilmente servì alla popolazione locale anche per la peste manzoniana del 1630.
La cappella, esternamente in forme semplici, si conclude con un timpano decorativo e lesene nelle parti laterali alla porta d'ingresso. L'interno è decorato con una "Madonna con Bambino" incoronato ad opera di un anonimo del XIX secolo, ridipinto probabilmente su un esemplare analogo di più antica origine.

## Società

### Evoluzione demografica
La popolazione di Preloreto consta di 76 abitanti, dei quali 42 maschi e 34 femmine.
Abitanti censiti

### Etnie e minoranze straniere
Al 31 dicembre 2021 la frazione di Preloreto non aveva residenti di origine straniera.

### Religione
La maggioranza della popolazione è cattolica. Nel quartiere è presente una cappella privata inclusa nel complesso di cascina Preloreto, appartenente alla parrocchia di Corbetta, nell'Arcidiocesi di Milano, oltre ad una edicola campestre dipendente dalla parrocchia di Corbetta e la cappella del locale lazzaretto, dipendente dalla parrocchia di Magenta.

## Economia
L'economia del borgo è, oggi come un tempo, prevalentemente basata sull'agricoltura. In particolare, godono di 
notevole rilevanza le aziende agricole che producono pollame, frutta ed ortaggi.
Il territorio di Preloreto è sede di un agriturismo e di un'attività industriale, ma non vi sono attività commerciali.

## Infrastrutture e trasporti
Preloreto è collegata ai centri di Corbetta e Magenta tramite un'unica strada che attraversa l'abitato e le campagne circostanti che muta nome da via Monte Cervino (sotto il comune di Corbetta) a strada Vicinale Preloreto (sotto il comune di Magenta). La frazione non dispone di collegamenti con autobus o ferrovie.

## Il Comitato di Preloreto
Il quartiere Preloreto dispone di un proprio comitato di quartiere che coadiuva il comune di Corbetta nell'amministrazione del borgo, mantenendo vivo lo spirito del borgo.
- Sede del Comitato di Quartiere - Via Monte Cervino, 103 - 20011 Corbetta (MI)

## Sport
Nella località di Preloreto ha sede la locale associazione podistica Gruppo Podistico Corbettese.